# Ula comes
Ula comes är en tvåvingeart som beskrevs av Alexander 1935. Ula comes ingår i släktet Ula och familjen hårögonharkrankar. Inga underarter finns listade i Catalogue of Life.